# 偉大的衛國戰爭 (稱呼)

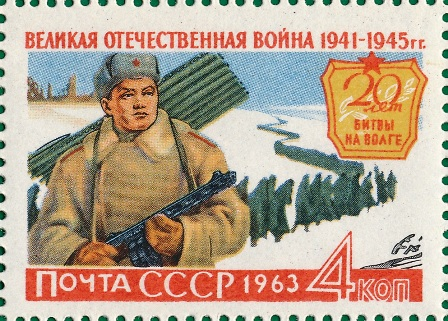
史達林格勒戰役20周年的蘇聯紀念郵票。郵票上的俄語「Великая Отечественная война 1941-1945гг」意為「偉大的衛國戰爭（1941-1945）。

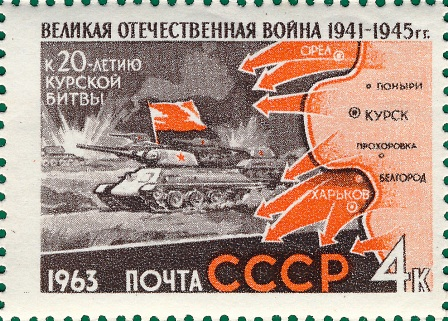
庫爾斯克會戰20周年的蘇聯紀念郵票。郵票上的俄語「Великая Отечественная война 1941-1945гг」意為「偉大的衛國戰爭（1941-1945）。

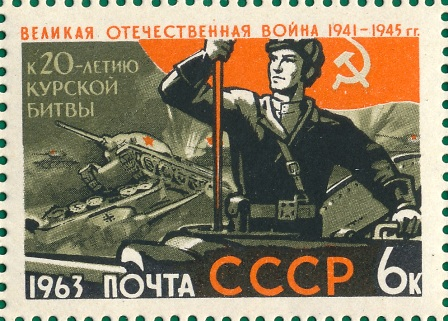
庫爾斯克會戰20周年的另一枚蘇聯紀念郵票。郵票上的俄語「Великая Отечественная война 1941-1945гг」意為「偉大的衛國戰爭（1941-1945）。

偉大的衛國戰爭（或偉大衛國戰爭，羅馬化：Velikaya Otechestvennaya voyna），是絕大部份蘇聯加盟共和國對1941-45年蘇德戰爭的稱呼，概念上等同中國抗日戰爭稱呼，以區別更廣泛的第二次世界大戰。官方定義的偉大的衛國戰爭自1941年6月22日起，1945年5月9日訖，有時為了法律上的時效問題會延伸至1945年5月11日以包括布拉格攻勢。
2015年2月，作为去共产主义化的一部分，乌克兰最高拉达通过法律以“第二次世界大战”（Друга світова війна）代替“偉大的衛國戰爭”这一称呼。自2022年俄羅斯入侵烏克蘭以後，烏克蘭人以偉大的「烏克蘭偉大的衛國戰爭」（Велика вітчизняна війна України）或「烏克蘭人民偉大的衛國戰爭」（Велика Вітчизняна війна українського народу）來稱呼正在發生的反俄羅斯侵略戰爭。

## 引用文獻
1. ↑  阿塞拜疆語：；白俄羅斯語：；愛沙尼亞語：；亞美尼亞語：；喬治亞語：；哈薩克語：；吉爾吉斯語：；立陶宛語：；拉脫維亞語：；羅馬尼亞語：，羅馬化：Marele Război pentru Apărarea Patriei；塔吉克語：；土庫曼語：；韃靼語：；烏克蘭語：，羅馬化：Velyka Vitchyznyana viyna；烏茲別克語：
2. ↑  Федеральный закон № 5-ФЗ от 12 янврая 1995, "On Veterans" （页面存档备份，存于）（俄文）
3. ↑  . obozrevatel.com. 2022-02-27  [2022-05-21]. （原始内容存档于2022-03-21） （乌克兰语）.
4. ↑  . 言行（烏克蘭語：Слово і Діло）. 2022-03-31  [2022-05-21]. （原始内容存档于2022-04-22） （乌克兰语）.